# Aurinia corymbosa
Aurinia corymbosa là một loài thực vật có hoa trong họ Cải. Loài này được Griseb. mô tả khoa học đầu tiên năm 1843.